# Quando ci si vuol bene... (come noi)/Fermate il mondo
Quando ci si vuol bene… (come noi)/Fermate il mondo è un singolo di Joe Sentieri, pubblicato dalla Dischi Ricordi nel 1963.
Entrambi i brani del singolo furono presentati al Festival di Sanremo 1963, ma nessuno dei due raggiunse la finale.

## Tracce
Lato A
1. Quando ci si vuol bene… (come noi) (testo: Giorgio Calabrese – musica: Bruno Zambrini e Elio Isola; edizioni musicali Ariston)

Lato B
1. Fermate il mondo (testo: Dino Verde – musica: Bruno Canfora; edizioni musicali Curci)